# Castillo del Boixar
El castillo del Boixar, también conocido como castillo del Bojar, es un monumento catalogado como Bien de Interés Cultural, por declaración genérica, con identificador: 12.03.093-007, según consta en la ficha de la Dirección General de Patrimonio Artístico de la Generalidad Valenciana.
En la actualidad tan solo quedan restos de parte de las dependencias del castillo, que se encuentran integradas en edificios de viviendas de la pedanía de “El Bojar”, en el municipio de Puebla de Benifasar.

## Historia y descripción
Se cree que era un castillo de reducidas dimensiones que era utilizado para servicios auxiliares del castillo de Beni-Hazá. Se supone fue conquistado por Jaime el Conquistador en 1233 y que fue derruido posteriormente utilizándose sus materiales para la construcción de otros edificios. Este hecho parece reforzado por no volver a ser mencionado el castillo con posterioridad a su conquista.
Pueden observarse pequeños lienzos de la que debió ser la muralla del castillo y un edificio que debía emplearse como anexo. Del resto no queda nada y en su lugar en la actualidad puede contemplarse una era y otras edificaciones como la casa que presenta en el dintel de la puerta un escudo torreado.